# バティルド・ドルレアン

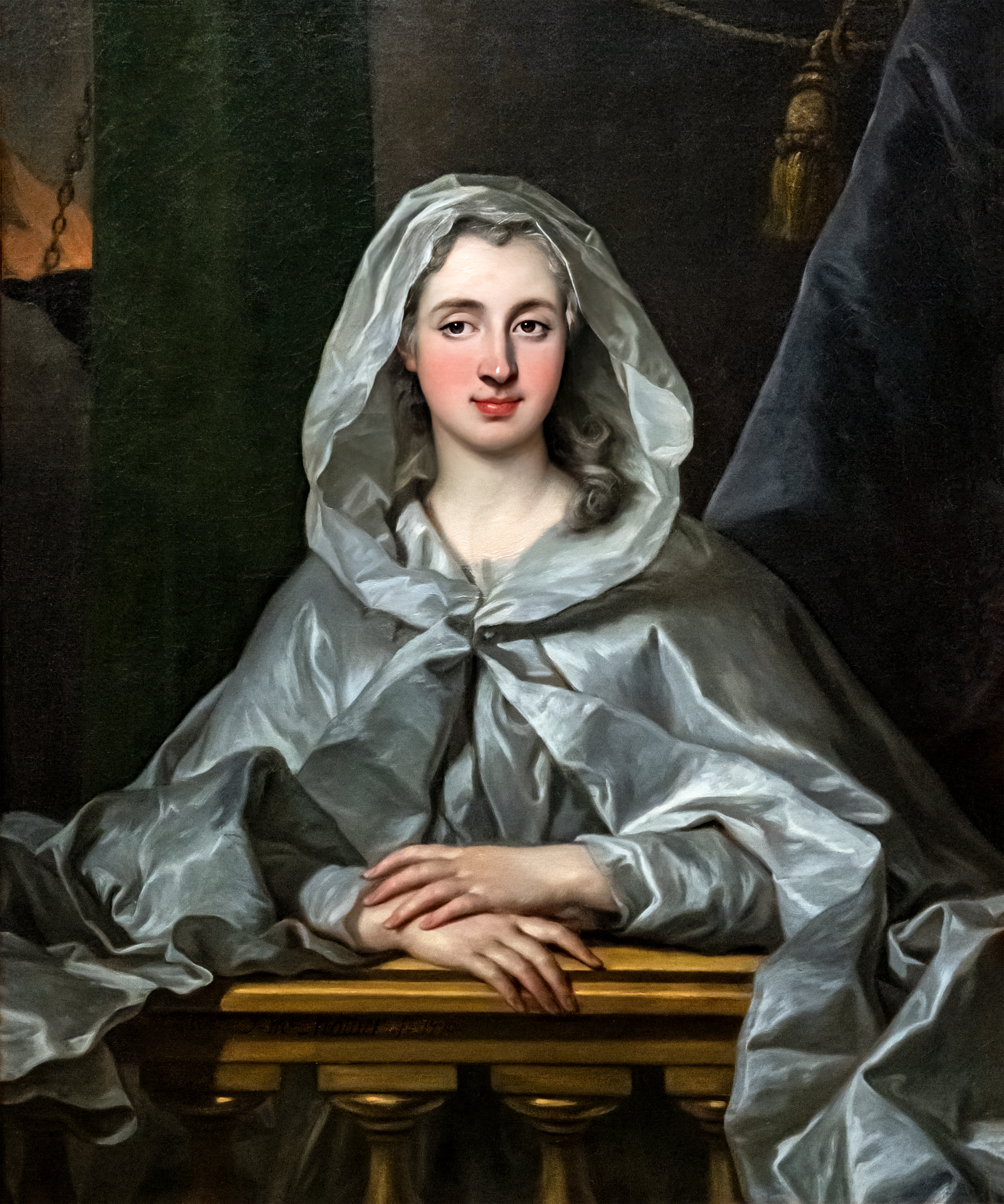
ブルボン公爵夫人、ルイ＝ミシェル・ヴァン・ロー画、1770年頃、ナルボンヌ文化歴史博物館蔵

ルイーズ＝マリー＝テレーズ＝バティルド・ドルレアン（Louise-Marie-Thérèse-Bathilde d’Orléans, 1750年7月9日 サン＝クルー城 - 1822年1月10日 パリ）は、ブルボン朝末期フランスの女性王族、血統内親王。オルレアン公フィリップ（・エガリテ）の妹、7月王政期のフランス王ルイ・フィリップの叔母。同族のブルボン公ルイ・アンリに嫁ぎ、ブルボン公爵夫人及びコンデ公妃となった。

## 生涯

### 幼少期

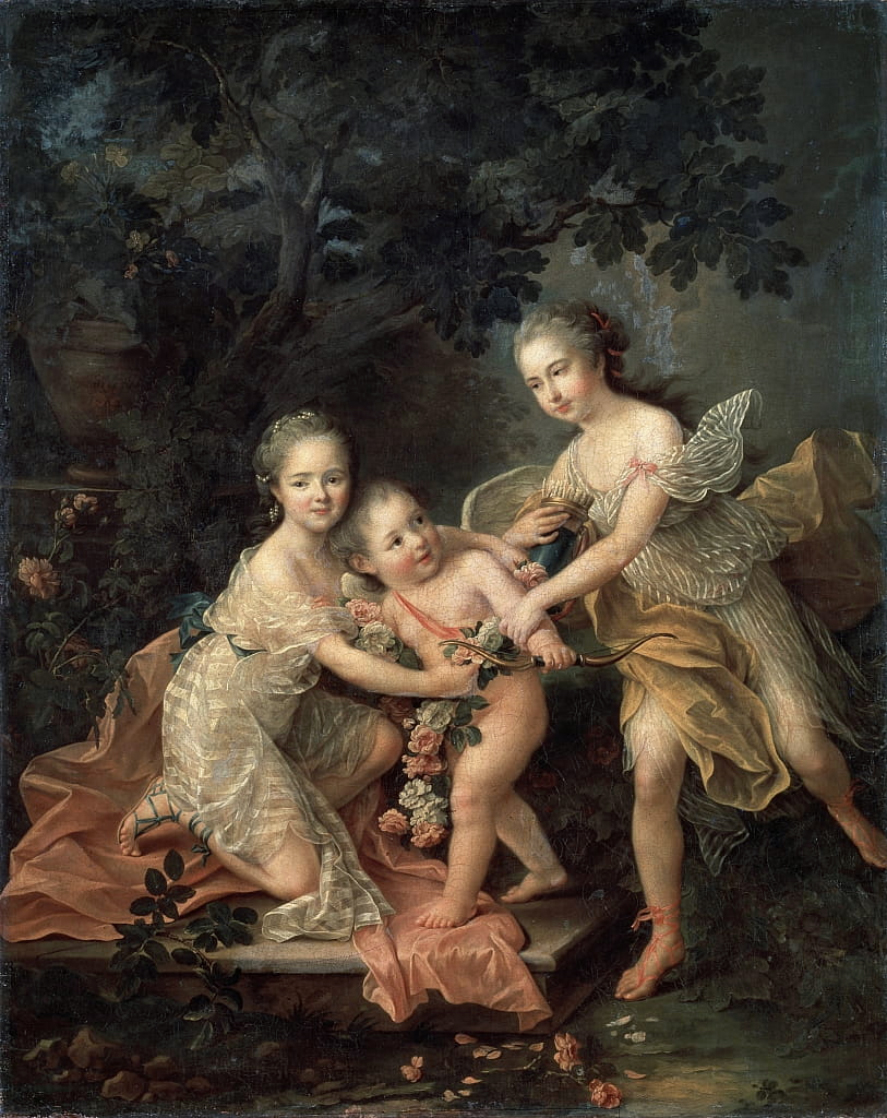
オルレアン公家の子どもたち、フランソワ＝ユベール・ドルーエ画、1755年頃、アルメニア国立美術館蔵、天使（中央）を抱いているバティルド（左）と2人を支える兄のフィリップ（右）

オルレアン公ルイ・フィリップと妻のルイーズ・アンリエット・ド・ブルボン＝コンティの間の娘としてパリ西郊サン＝クルー城で誕生。1756年3月12日、バティルドと兄フィリップは、ルイ15世王及び母の反対にもかからわず、父公爵の命令で外科医師テオドール・トロンサンの手による人痘接種を受けた。数日後、「オルレアン公爵夫人が2人の子供を伴いオペラ座に姿を現すと、2人の王族が奇跡的に死を免れたことに対する讃嘆の声が上がり、拍手喝采がやまなかった」。1759年の母の死後、父は愛妾モンテソン夫人の求めに応じて、8歳のバティルドを上流貴族の娘が入るパリのパンテモン修道院の寄宿学校に預けた:49–51。

### 結婚生活
バティルドはルイ15世王のお気に入りの外孫パルマ公フェルディナンの花嫁候補だったが、縁談は不成立に終わった。1769年7月、ヴェルサイユ宮殿で行われた兄の結婚式で、バティルドは未来の夫となるアンギャン公爵ルイ・アンリと初めて出会った。アンギャン公の妹ルイーズ・アデライードとバティルドは同じパンテモン修道院に寄宿しており、公爵は妹を訪ねるという口実でバティルドに会いに来るようになった。13歳の公爵は19歳のバティルドに求婚して承諾され、双方の親も結婚を許した。結婚が決まったバティルドはようやく嫌っていた修道院を離れることができた。
アンギャン公爵夫妻の婚礼は1770年4月20日ヴェルサイユ宮殿で挙行された。花婿がわずか13歳と幼いため、婚礼時に床入りは行われず、バティルドはいったんパンテモン修道院に戻されたものの、すぐにアンギャン公はバティルドを修道院から連れ出し、床入りを成就させた。しかし公爵は結婚後半年ほどで妻に飽き、他の女たちに興味を移した。それでも夫婦間の交渉は時折あったようで、1772年8月、公爵夫妻の唯一の子である長男ルイ＝アントワーヌ＝アンリが生まれた。この息子が新たにアンギャン公爵と称されたため、バティルドは夫が新たに名乗るブルボン公爵の妻として、ブルボン公爵夫人となった。

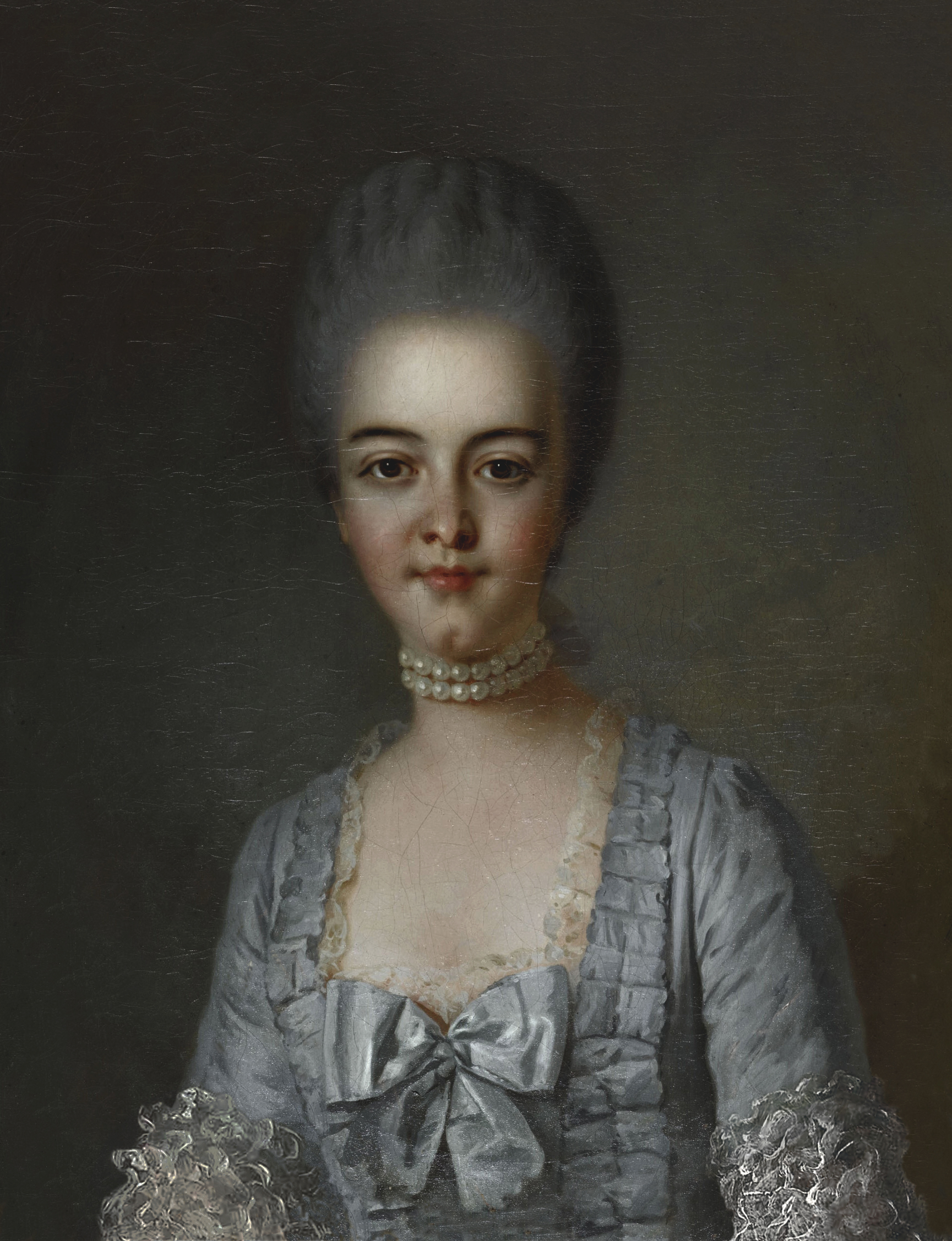
ブルボン公爵夫人、シャルル・ルペントル作と推定、遅くとも1775年頃製作、ヴェルサイユ宮殿美術館蔵

1778年3月、バティルドは仮面舞踏会に参加した際、偶然にも「町の女（娼婦）」を同伴したアルトワ伯爵（ルイ16世王の末弟）に出くわした。「わずかばかり言葉を交わす中で、［伯爵に］苛立たされた公爵夫人は伯爵の仮面を引きはがしてしまい、［怒った］伯爵は公爵夫人の鼻を強く引っ張ったので、公爵夫人は思わず泣き出してしまった」。ブルボン公爵は妻が受けた侮辱に対する復讐としてアルトワに決闘を申し込み、剣を使った決闘ではアルトワ伯の手に怪我を負わせているが、翌年には和解した。
ブルボン公爵夫妻はどちらも愛人を囲い、1778年公爵夫人バティルドは婚外子の女児アデライード＝ヴィクトワール（Adelaïde-Victoire）を出産、この子の姓はデュマシー（Dumassy）とされた。女児の父親は年若い海軍将校アレクサンドル＝アマーブル・ド・ロックファイユ子爵だった。バティルドとロックファイユの関係は、1786年ダンケルクでロックファイユが事故により溺死したことで終わっている。同年、夫のブルボン公爵とオペラ歌手ミミ・ミシュロとの愛人関係がスキャンダルとして取り沙汰されると、恥をかかされたバティルドは仕返しに劇作家ピエール・ロージョンに依頼して、夫と愛妾を鋭く嘲笑する内容の劇台本を作らせたと言われている。ブルボン公夫妻は1780年公式に別居した。
夫と別居した妻に対する当時の慣習として、バティルドは宮廷への出入りを禁じられたが、王妃マリー・アントワネットは彼女に同情的で、ヴェルサイユ内の王妃の私的住居小トリアノン宮に時々バティルドを呼び寄せた。別居後のバティルドはセーヌ＝ポールのサンタシス城に隠棲する父オルレアン公爵と身分違いの後妻モンテソン夫人と同居した。バティルドは離れて暮らす息子アンギャン公と週1度面会する権利を保障され、また娘はずっと手許に置いて養育していた。

### エリゼ宮
父が1785年に死ぬと、兄シャルトル公フィリップがオルレアン公爵位を継いだ。父の死と前後して、バティルドはパリのオテル・ド・クレルモン（Hôtel de Clermont）及びエヴリー＝シュル＝セーヌのプティ＝ブール城の2つの邸宅を購入し、移り住んだ。1787年、バティルドはルイ16世王からエリゼ宮殿を購入してパリでの新たな住まいとし、宮殿敷地内に当時流行していたアモー（村落）を作らせた。このアモーは義父のコンデ公ルイ・ジョゼフがシャンティイ城敷地内に設けたアモー・ド・シャンティイを模倣したものであった。
バティルドのサロンは、自由主義思想と素晴らしいウィットを持った人々が集う最先端のサロンとして当時のヨーロッパ諸国では有名だった。バティルドはオカルト思想に関心を持ち、手相占いや占星術、夢分析などの超自然・超能力を研究し、特にフランツ・アントン・メスマーに師事して動物磁気について熱心に学んだ。バティルドの2つの邸宅エリゼ宮及びプティ＝ブール城は、フランス革命期の神秘学徒にとって最も重要な交流の場であり、多くの重要なオカルティストが出入りした。ピュイゼギュール侯爵は催眠研究の草分けであった。神秘家のドン・ジェルル、ルイ・クロード・ド・サン＝マルタン、ピエール・ポンタールらは、フランス革命を神の摂理だと主張した。女性預言者シュゼット・ラブルースは、1789年の全国三部会招集とフランス革命の発生をその10年前に予言し的中させて有名になった。女性幻視者のカトリーヌ・テオは70歳を過ぎていたが、自分は革命時代の新しいメシアを出産する「聖母」になると信じて疑わなかった。バティルドはラブルースとテオの共作預言集である『ジュルナル・プロフェティーク（Journal prophétique）』を自ら編集し、出資し、出版した。
また兄フィリップがフランス・フリーメーソンのグランド・マスターであった縁で、バティルドは1775年よりアドプション系メーソン・ロッジのグランド・ミストレスを務めていた。

### フランス革命
フランス革命が始まると、別居中の夫と息子はバスティーユ襲撃事件後に出国した。一方、バティルドはフィリップ・エガリテ（平等のフィリップ）と名乗った兄オルレアン公と同じく民主主義に目覚め、革命を支持した。彼女も兄に倣って「女性市民ヴェリテ（Citoyenne Vérité／真実の女性市民）」と称し、第一共和国政府に自分の財産を寄贈した。1793年4月、甥のシャルトル公ルイ・フィリップがフランスを脱出しオーストリア政府に保護された。この逃亡に対する懲罰措置として、国民公会はフランス国内に残る全てのブルボン家の成員を投獄するとの布告を出した。オルレアン家の他のメンバーが自宅軟禁で許されたのに対し、バティルド、兄フィリップとその他の息子たちはマルセイユのサン＝ジャン要塞に投獄された。共和国の革命理念に忠誠を誓うバティルドには不合理な罰だったが、彼女は1年半を要塞内の独房で過ごした。1793年11月には兄オルレアン公がギロチン刑で命を落とした。幸運なことに、バティルドは恐怖政治の突然の終わりとそれに続くテルミドール反動の中で釈放され、パリの自邸エリゼ宮に帰還した。しかし収入は途絶えており、困窮した彼女は宮殿の部屋のほとんど賃貸に回した。
1797年、総裁政府はフランス国内にいまだ在住するブルボン家の成員の国外追放を決定した。バティルドは娘アデライード＝ヴィクトワール及び兄嫁のオルレアン公爵未亡人とともにスペインのバルセロナに追放され、同地で1804年に息子アンギャン公爵がヴァンセンヌ城の堀で銃殺刑に処されたニュースを聞き知った。

### 帰国と晩年
1815年、ブルボン朝復古の際、ルイ18世王はバティルドにエリゼ宮とオテル・ド・マティニョンの交換を申し出て承諾された。バティルドはさっそくマティニョンに修道女の団体を呼び寄せて部屋を与え、代わりにフランス革命の犠牲者たちに祈りを捧げる務めを命じた。バティルドは同じく帰国した夫ブルボン公爵と頻繁に会うようになり、両者の間で婚姻無効または復縁の話が出ていると噂されたものの、結局何も変わらずじまいであった。1818年に義父が死ぬと夫がコンデ公位を引きついだため、バティルドも最後のコンデ公妃となった。同年、バティルドは死んだ息子を記念してパリ郊外リュイイに施療院ロスピス・ダンギャン（l'hospice d'Enghien）を設立した。この施設は公衆に開かれた病院というよりも、オルレアン家に仕えた召使・従者たちの引退後の老人養護施設という性格が強かった。ロスピス・ダンギャンの職員には聖カトリーヌ・ラブレも含まれた。バティルドは晩年を孤児、貧者、病人の支援に費やした。
1822年、バティルドはパンテオンへの行進の行列に参加しているときに体の不調を訴え、意識を失った。そのままソルボンヌ大学のとある教授の家に運び込まれ、その家で息を引き取った。甥のオルレアン公ルイ・フィリップは、亡くなった叔母を好奇の目から守ろうと考え、バティルドの回想録の草稿をすべて燃やしてしまった。バティルドの遺骸は、義姉オルレアン公爵未亡人（1821年死去）が1816年に建造させたばかりだったドルーのサン＝ルイ王室礼拝堂に安置された。

## 子女
夫ブルボン公爵との間に1男あり。
- ルイ＝アントワーヌ＝アンリ・ド・ブルボン＝コンデ（1772年 - 1804年） - アンギャン公、シャルロット・ド・ロアンと秘密結婚した可能性あり、子孫なし

愛人アレクサンドル＝アマーブル・ド・ロックファイユ子爵との間に非嫡出の1女あり。
- アデライード＝ヴィクトワール・デュマシー（1778年 - 1846年） - バティルドの秘書ジョゼフ＝アントワーヌ・グロ（Joseph-Antoine Gros）と結婚、子孫あり[4]

アデライードの息子ジャン・バティスト・ルイ・グロは外交官となり、男爵・上院議員にのぼり、また初期の写真（ダゲレオタイプ）家の草分けでもあった。また、アデライードの娘の曾孫ジョルジュ・ギヌメールは第一次世界大戦のエース・パイロットだった。

## 引用・脚注
1. ↑  Lorandi, Giacomo; Recca, Cinzia (2023), Persson, Fabian; Price, Munro; Recca, Cinzia, eds., “The European Catholic Dynasties and the Fight Against Smallpox: Bourbon Rulers Between Resilient and Resistant Actions” (英語), Resilience and Recovery at Royal Courts, 1200–1840 (Cham: Springer International Publishing):  pp. 141–161, doi:10.1007/978-3-031-20123-3_9, ISBN 978-3-031-20123-3 2024年12月10日閲覧。
2. 1 2 3 4 5 6 7 8 9 10 11 12 13 14 15 16 17 18 19  Maury, Emmanuel (2019). Le dernier des Condé. Paris: Tallandier. ISBN 979-1021027619
3. ↑  Seward, Desmond (2022). The Bourbon Kings of France. London: Lume Books. p. 282. ISBN 9798367430301
4. 1 2 3 4  Efrén Ortiz Domínguez (2021) (スペイン語). Jean Baptiste Louis, barón de Gros: Una vida entre cimas y abismos. Luna Libros, Laguna Libros, eLibros; 1st edition. ASIN B08VCLV8T7
5. ↑  Solans, Francisco Javier Ramón; Johnson, Joan (2018). “Mesmerism meets prophecy. The circle of the Duchess of Bourbon” (フランス語). Annales historiques de la Révolution française 391 (1):  153–176. ISSN 0003-4436.
6. ↑  “GROS Jean-Baptiste-Louis” (フランス語). www.senat.fr. 2024年12月7日閲覧。